# Opie
Opie (Open Palmtop Integrated Environment) es un fork del entorno de desarrollo Qt Extended desarrollada por la empresa Trolltech. Soporta estándares ampliamente utilizados como XML, Obex e IrDA. El 4 de agosto de 2003 se liberó la versión 1.0 con soporte para las Sharp Zaurus, Compaq IPAQ y Siemens SIMpad en varios lenguajes, con soporte de Temas y Estilos, lo que permite a los usuarios personalizarlo. 
Es un entorno gráfico completamente en código abierto y una serie de aplicaciones, para PDAs y otros dispositivos en que se ejecute Linux. Está incluido en varias distribuciones de Linux embebido como OpenZaurus, Familiar Linux y OpenSIMpad.

## Hardware soportado
Opie puede ejecutarse en muchos dispositivos. Los más comunes son:
- HP iPAQ: h36xx, h37xx, h38xx, h39xx, h54xx, h55xx, h22xx, h191x, h194x, h4xxx, hx4700
- Siemens SIMpad: CL4, SL4, SLC, T-Sinus
- Sharp Zaurus: SL 5x00, SL 6000, C7x0, C8x0, C1000, C3x00
- Palm Tungsten T/T2/T3/T5/C/E/E2, LifeDrive, TX, Zire 71/72, Treo 600/650/680/700w/700p/750/755p, Foleo
- HTC Universal
- Motorola EZX A780, E680
- GMate YopY
- M&N Ramses
- PC y portátiles x86

Los requisitos mínimos de hardware para ejecutar Opie son:
- CPU x86 o ARM
- Pantalla táctil de 320 x 240 píxels
- 10 MB de memoria Flash

## Opie Desktop
- Sofisticado entorno de trabajo PIM (incluyendo una API accesible fácil de usar) con libreta de direcciones, lista de tareas, asunto para hoy, cliente de correo electrónico, maletín, agenda, editor de textos y motor de búsqueda interna.
- Soporte completo de acceso a redes mediante plugins (wlan, ethernet, ppp, IrDA)
- Instalación y configuración basada en red
- Terminal/intérprete de comandos Linux que da acceso al sistema operativo (para quienes lo necesiten; a usar con precaución).
- Ajustes y calibración de la retroiluminación (para dispositivos con sensores de iluminación)
- Muchos plugins de entrada para una fácil recogida de datos
- Soporte de sincronización de reloj por red y capacidad de configuración de reloj.
- Seguridad avanzada soportando los servicios de seguridad de Linux.
- Capacidades de copia de seguridad sobre tarjetas CompactFlash / Secure Digital
- Intercambio de datos con dispositivos Palm OS, PocketPC, Teléfono inteligente, teléfonos móviles y otros dispositivos con capacidades Bluetooth o IrDA
- Completamente localizado.
- Compatibilidad binaria con las aplicaciones para Sharp Zaurus
- Temas y estilos configurables por el usuario.

## Aplicaciones Opie
- La aplicación Today soporta plugins para fechas, listas de tareas, correos, cumpleaños, tiempos y cotizaciones en bolsa de valores.
- Capacidades Multimedia mediante el reproductor opieplayer2 basado en xine (soporta streaming de audio y video) y visor de imágenes.
- Lector de ebooks compatible Palmdoc
- Lector de PDF basado en xpdf
- Cliente IRC, navegador web Konqueror, cliente de correo
- Sincronización con KDE PIM/Kolab, Microsoft Outlook y Qtopia Desktop (se necesitan aplicaciones de terceros)
- Grabación de voz